# 알렉산드르 라스니친
알렉산드르 파블로비치 라스니친(러시아어: Александр Павлович Расницын)은 러시아의 곤충학자이자 고곤충학 전문가이며 러시아 연방 공훈 과학자(2001)이다.
그의 과학적 관심사는 벌목 (곤충) 곤충과 일반적인 곤충의 고생물학, 계통 발생학, 분류학에 중점을 두고 있다. 그는 또한 진화 이론, 계통 발생학의 원리, 분류학, 명명법, 고생태학과 같은 더 넓은 생물학적 문제들을 연구했다. 그는 여러 언어로 300편 이상의 논문과 책을 발표했다. 2008년 8월, 그는 국제 벌목학자 협회의 우수 연구 메달을 받았다.

## 전기

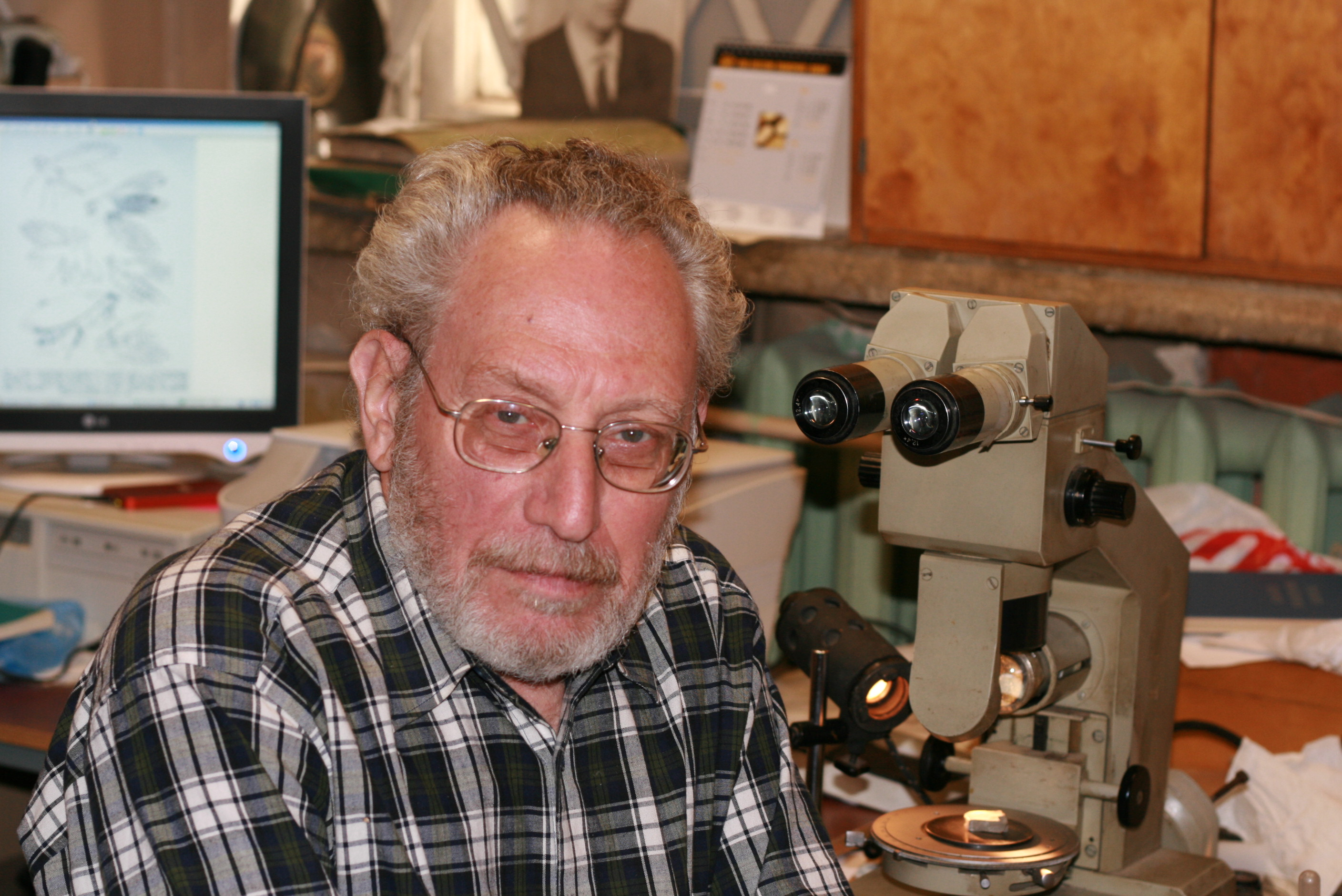
실험실에 있는 A.P. 라스니친

알렉산드르 라스니친은 1936년 9월 24일 모스크바에서 태어났다. 학창 시절 알렉산드르는 모스크바 동물원의 젊은 생물학자 협회에서 활발히 활동했다. 1955년 그는 모스크바 국립 대학교 생물학부에 입학했고 1960년 곤충학과를 우등으로 졸업했다. 그의 석사 논문은 "맵시벌아과 이크네우모니나에의 겨울잠"이었다. 같은 해 라스니친은 소련 과학 아카데미 고생물학 연구소의 절지동물 연구실에 합류했다. 1967년 그는 고생물학 연구소에서 "중생대 벌목 심피타와 크실리데과의 초기 진화"라는 논문으로 생물학 박사 학위를 받았다. 1978년 "벌목의 기원과 진화"라는 Dr. hab. (doktor nauk) 논문을 옹호한 후 라스니친은 절지동물 연구실장이 되었다. 1991년 그는 생물학 교수의 직함을 받았다. 1996년 그는 연구실장직에서 물러나 수석 연구원으로 계속 일했지만, 새로운 리더인 블라디미르 제리킨이 2001년에 사망한 후 라스니친은 다시 연구실장 대행이 되었다 (2002년-현재).
2001년부터 2005년까지 라스니친은 국제 고생물학회 회장을 역임했다. 2007년부터 그는 러시아 곤충학회 이사회에서 봉사하고 있다.
1956년부터 2009년까지 20여 차례 이상의 현장 조사를 통해 라스니친은 페르가나 분지, 이식쿨 호, 중앙아시아, 트랜스바이칼리아, 타이미르반도, 오호츠크, 시호테알린산맥, 그리고 시베리아, 극동, 몽골의 다른 지역을 포함하여 러시아와 이전 소련의 다양한 지역에서 현장 작업을 수행했다.

## 가족
라스니친에게는 전혼에서 태어난 드미트리라는 아들이 한 명 있다. 드미트리는 마샤 크라이닌과 결혼했고 라스니친에게는 현재 알렉산드라, 셸리, 조나단 라스니친이라는 세 명의 손주가 있으며, 이들은 모두 미국에 살고 있다.

## 연구
세계 최고의 고곤충학자 중 한 명인 라스니친은 약 250개의 새로운 속과 800개 이상의 화석 곤충 신종을 기술했다.
그는 벌목 (곤충)의 고생물학과 계통학에 있어서 가장 권위 있는 인물 중 한 명으로, 그의 아이디어는 그 곤충목의 현대 분류의 기초를 형성했다. 그는 전통적인 심피타와 벌아목으로의 구분 대신에, 이 목을 "송곳벌"(Siricina)과 "침벌 및 기생벌"(Vespina)로 나누었는데, 후자의 아목은 전통적으로 심피타에 속하는 기생성 오루소이데아를 포함한다.
라스니친은 곤충 비행의 기원에 대한 자신만의 가설을 제시했다. 그에 따르면, 날개는 처음에는 나무 식물의 생식 기관을 먹이로 삼는 비교적 큰 곤충이 활공을 조절하는 수단으로 진화했다.
라스니친은 분지론의 가장 일관된 반대자 중 한 명이다. 그는 "계통학"이라는 생물학적 분류학에 대한 대안적인 접근법을 개발하는데, 이는 유사성과 간격 외에 계보를 고려한다는 점에서 표현형학과 다르다.
그는 또한 후생유전학적 진화론에 크게 기여했으며, 특히 "적응적 타협" 개념과 대진화가 소진화 과정만으로 환원될 수 없다는 개념을 제시했다.
라스니친은 또한 고생태학에 상당한 기여를 했으며 블라디미르 제리킨과 협력하여 생태 위기 이론을 개발했다.

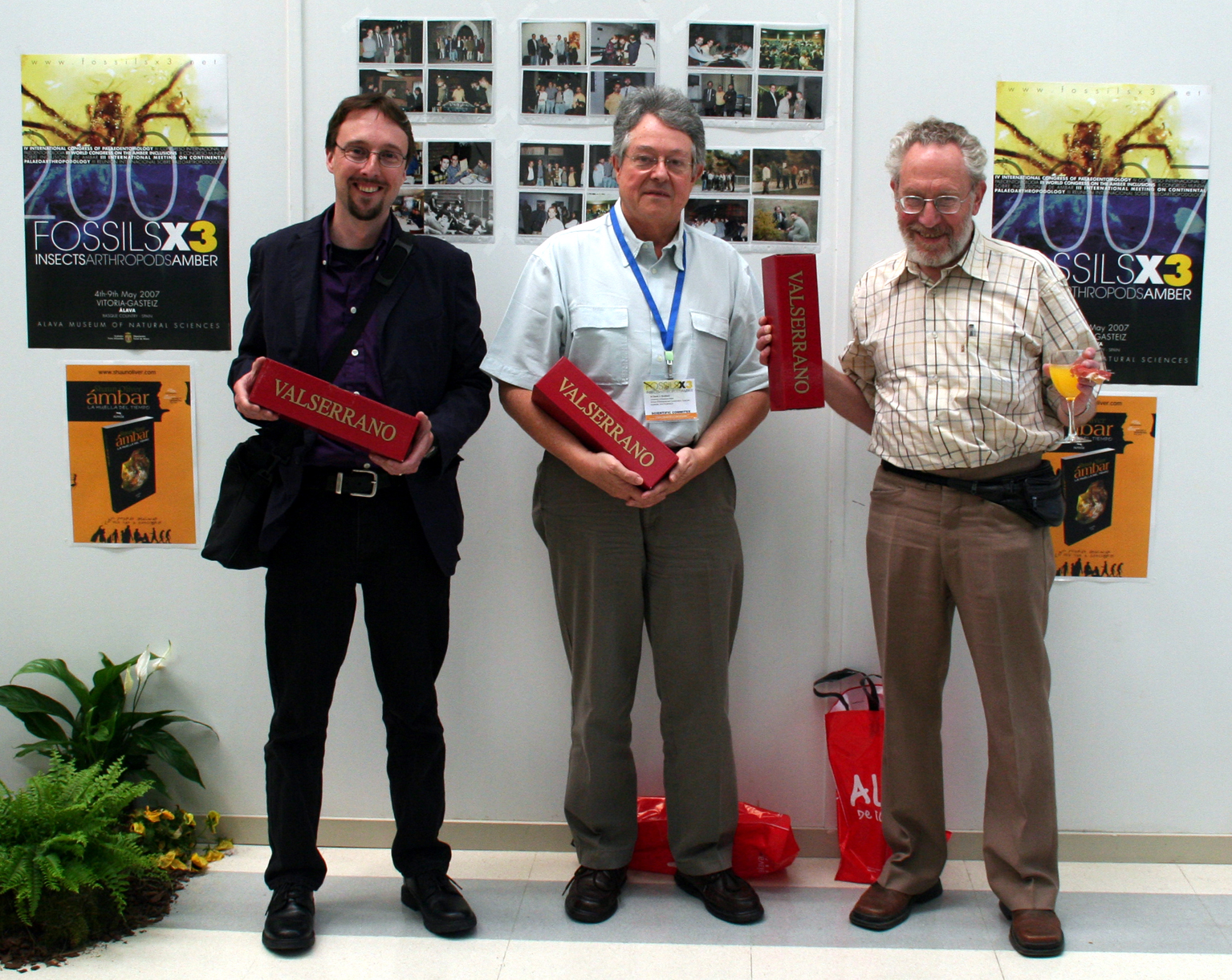
2007년 비토리아-가스테이스 FossilsX3에서 국제 고생물학회 세 회장: 앤드루 로스, 데니스 브라더스, 알렉산드르 라스니친

## 알렉산드르 라스니친이 기술한 새로운 분류군
- 아목 †Eolepidopterigina 라스., 1983 – 과 Eolepidopterigidae 라스., 1983을 포함하는 나비목의 아목[5]
- 아목 †Aneuretopsychina Rasnitsyn et Kozlov, 1990 – 과 Aneuretopsychidae Rasnitsyn et Kozlov, 1990을 포함하는 밑들이목의 아목[6]
- 상과 †Karatavitoidea Rasn., 1963 – 과 Karatavitidae Rasn., 1963을 포함하는 적외선목 Orussomorpha Newman, 1834의 중생대 상과[7][8]
- 상과 †Bethylonymoidea Rasn., 1975 – 과 Bethylonymidae Rasn., 1975를 포함하는 벌목 벌아목의 중생대 상과. 꿀벌아목의 조상 그룹.[9]
- 과 †Parapamphiliidae Rasn., 1968 – 나중에 Sepulcidae Rasn., 1968에 아과 Parapamphiliinae Rasn., 1968로 포함됨[10]
- 과 †Xyelydidae Rasn., 1968 – 상과 Pamphilioidea의 벌목 심피타의 중생대 과[10]
- 과 †Gigasiricidae Rasn., 1968 – 상과 Siricoidea의 벌목 심피타의 쥐라기 과[10]
- 과 †Xyelotomidae Rasn., 1968 – 상과 Tenthredinoidea의 벌목 심피타의 중생대 과[10]
- 과 †Pararchexyelydae Rasn., 1968 – 벌목 심피타의 중생대 과[10]
- 과 †Praeaulacidae Rasn., 1972 – 상과 Evanioidea의 벌목 벌아목의 중생대 과[11]
- 과 †Maimetshidae Rasn., 1975 – 상과 Ceraphronoidea의 벌목 벌아목의 백악기 과[9]
- 과 †Cretevaniidae Rasn., 1975 – 상과 Evanioidea의 벌목 벌아목의 중생대 과[9]
- 과 †Kotujellidae Rasn., 1975 – 상과 Evanioidea의 벌목 벌아목의 중생대 과[9] (나중에 Gasteruptiidae Ashmead, 1900에 포함됨)[12]
- 과 †Anomopterellidae Rasn., 1975 – 상과 Evanioidea의 벌목 벌아목의 중생대 과[9]
- 과 †Baissidae Rasn., 1975 – 상과 Evanioidea의 벌목 벌아목의 중생대 과[9] (나중에 Aulacidae Schuckard, 1841에 포함됨)[13]
- 과 †Ichneumonomimidae Rasn., 1975 – 벌목 벌아목의 중생대 과. 계통학적 위치 불확실, 아마도 맵시벌상과의 친척일 수 있음[9]
- 과 †Angarosphecidae Rasn., 1975 – 상과 Scolioidea의 벌목 벌아목의 중생대 과[9]
- 과 †Falsiformicidae Rasn., 1975 – 상과 Scolioidea의 벌목 벌아목의 백악기 과[9]
- 과 †Baissodidae Rasn., 1975 – 벌목 벌아목의 중생대 과[9]
- 과 †Evenkiidae Rasn., 1977 – Protortoptera 목의 석탄기 과[14]
- 과 †Permonkidae Rasn., 1977 – Miomoptera 과[14]
- 과 †Palaeomantiscidae Rasn., 1977 – Miomoptera 과[14]
- 과 †Karataidae Rasn., 1977 – 벌목 벌아목의 중생대 과[15]
- 과 †Electrotomidae Rasn., 1977 – 발트해 호박의 Tenthredinoidea 과[16]
- 과 †Praeichneumonidae Rasn., 1983 – 맵시벌상과의 하부 백악기 과[17]
- 과 †Strashilidae Rasnitsyn, 1992 – 밑들이목 과. 이아목의 가상 조상[18]
- 과 †Saurodectidae Rasnitsyn et Zherikhin, 2000 – 새털이아목의 중생대 과[19]
- 과 †Andreneliidae Rasnitsyn et Martinez-Delclos, 2000 – 상과 Evanioidea의 벌목 벌아목 과[20]
- 과 †Tshekarcephalidae Novokshonov et Rasnitsyn, 2000 – 불확실한 계통학적 위치의 고생대 과[21]
- 과 †Daohugoidae Rasn. et Zhang Haichun, 2004 – 상과 Siricoidea의 벌목 심피타 과[22]
- 과 †Khutelchalcididae Rasnitsyn, Basibuyuk et Quicke, 2004 – 칼키스상과 과
- 과 †Radiophronidae Ortega-Blanco, Rasnitsyn et Delclos, 2010 – Ceraphronoidea의 중생대 과[23]
- 아과 †Archexyelinae Rsan., 1964 – Xyelidae Newman, 1834의 아과[24]
- 아과 †Dolichostigmatinae Rasn., 1968 – Anaxyelidae Martynov., 1925의 아과[10]
- 아과 †Karatavitinae Rasn., 1968 – Karatavitidae Rasn., 1963의 아과[10]
- 아과 †Sepulcinae Rasn., 1968 – Karatavitidae Rasn., 1963의 아과로 기술되었으나,[10] 나중에 과 계급으로 승격됨, Sepulcidae Rasn., 1968[25]
- 아과 †Auliscinae Rasn., 1968 – Karatavitidae Rasn., 1963의 아과[10]
- 아과 †Praesiricinae Rasn., 1968 – Karatavitidae Rasn., 1963의 아과로 기술되었으나, 나중에 과 계급으로 승격됨, Praesiricidae Rasn. 1968[10]
- 아과 †Madygellinae Rasn., 1969 – Xyelidae Newman, 1834의 아과[25]
- 아과 †Cleistogastrinae Rasn., 1975 – Megalyridae Schletterer, 1889의 아과[9]
- 아과 Proscoliinae Rasn., 1977 – 배벌과의 현존하는 아과[16]
- 아과 †Juralydinae Rasn., 1977 – Pamphiliidae Cameron, 1890의 아과[14]
- 아과 †Mesorussinae Rasn., 1977 – Orussidae Mewman, 1834의 아과[14]
- 아과 †Cretogonalinae Rasn., 1977 – Trigonalidae Cresson, 1867의 아과[14]
- 아과 †Manlayinae Rasn., 1986 – Aulacidae Schuckard, 1841의 아과[26]
- 아과 †Ghilarellinae Rasn., 1986 – Sepulcidae Rasn., 1968의 아과[27]
- 아과 †Trematothoracinae Rasn., 1986 – Sepulcidae Rasn., 1968의 아과[27]
- 아과 †Priorvespinae Carpenter et Rasnitsyn, 1990 – 말벌과 Latrielle, 1802의 아과[28]
- 아과 †Archaeoscoliinae Rasnitsyn, 1993 – 배벌과의 아과[29]
- 아과 †Karataoserphinae Rasnitsyn, 1994 – Mesoserphidae Kozlov, 1970의 아과[30]
- 아과 †Iscopininae Rasnitsyn, 1980 – Pelecinidae Haliday, 1840의 아과.
- 족 †Angaridyelini Rasn., 1966 – Xyelidae 과의 Macroxyelinae Ashmead, 1898 아과의 족[31]
- 족 †Cretodinapsini Rasn., 1977 – Megalyridae 과의 Megalyrinae 아과의 족[14]
- 족 †Gigantoxyelini Rasn., 1969 – Xyelidae Newmann, 1834 과의 Macroxyelinae Ashmead, 1898 아과의 족

A.P. 라스니친은 또한 약 250개의 새로운 속과 800개 이상의 새로운 절지동물 종(주로 화석)을 기술했다.

## 알렉산드르 라스니친의 이름을 딴 동물 이름
라스니친을 기리기 위해 50종 이상의 동물 종이 명명되었으며, 일부 상위 분류군도 명명되었다.
- Rasnicynipidae Kovalev, 1996 (Rasnitsyniidae Kovalev, 1994의 대체명) – Cynipoidea의 화석 과로, Rasnicynips Kovalev, 1996 속을 포함한다 (Rasnitsynia Kovalev 1994의 대체명)
- Alexarasniidae Gorochov, 2011[33] – Polyneoptera의 화석 과로, Alexarasnia Gorochov, 2011 속을 포함한다
- Alexrasnitsyniidae Prokop & Nel, 2011[34] – 고생대 목 Diaphanopterodea의 과로, Alexrasnitsynia Prokop & Nel, 2011 속을 포함한다
- Plumalexiidae Brothers, 2011[35] – 벌목의 화석 과로, Plumalexius rasnitsyni Brothers, 2011 종을 포함한다
- Rasnitsynaphididae Homan & Wegierek, 2011[36] – 진딧물상과의 화석 과로, Rasnitsynaphis Homan & Wegierek, 2011 종을 포함한다
- Rasnitsynitini Kasparyan, 1994 – 맵시벌과의 화석 아과 Townesitinae의 족으로, Rasnitsynites Kasparyan, 1994 속을 포함한다
- Rasnitsynella Krivolutzkii, 1976 – 진드기아목의 화석 속[37]
- Rasnitsynia Pagliano et Scaramozzino 1989 (Oligoneuroides Zhang 1985의 대체명) – 고치벌과의 화석 속
- Rasnitsynitilla Lelej, 2006 – Mutillidae 속[38]
- Alicodoxa rasnitsyni Emeljanov et Shcherbakov, 2011[39] – Dictyopharidae 과의 노린재아목 화석 속 및 종
- Palerasnitsynus Wichard, Ross et Ross, 2011[40] – Psychomyiidae 과의 날도래목 화석 속
- Rasnitsynala Zessin, Brauckmann et Groening, 2011[41] – Erasipteridae 과의 잠자리목 속

## 출판물
A.P. 라스니친은 17권의 모노그래프를 포함하여 300권 이상의 책과 논문의 저자이다.

### 주요 저서
- Rasnitsyn AP (1969) Origin and evolution of lower Hymenoptera. Trudy Paleontologicheskogo Instituta Akademii Nauk SSSR 123: 1–196 [러시아어, 영어 번역 Amerind Co., New Delhi, 1979].
- Rasnitsyn AP (1975) Hymenoptera Apocrita of the Mesozoic. Trudy Paleontologicheskogo Instituta Akademii Nauk SSSR 147: 1–134 [러시아어].
- Rasnitsyn AP (1980) Origin and evolution of Hymenoptera. Trudy Paleontologicheskogo Instituta Akademii Nauk SSSR 174: 1–192 [러시아어].
- Rohdendorf BB, Rasnitsyn AP, editors (1980) Historical development of the class Insecta. Trudy Paleontologicheskogo Instituta Akademii Nauk SSSR 175: 1–269, +8 pls. [러시아어].
- Rasnitsyn AP, Quicke DLJ, editors (2002) History of Insects. Kluwer Academic Publishers, Dordrecht, xii+517 pp. ISBN 1-4020-0026-X.
- Rasnitsyn AP (2005) Selected Works on Evolutionary Biology. KMK Scientific Press, Moscow, Russia, iv+347 pp [러시아어] [초기 논문 모음집, 다음 제외: “Dynamics of taxonomic diversity: An afterword of 2004”, pp. 247–248]. ISBN 978-5-87317-454-6
- Zherikhin VV, Ponomarenko AG, Rasnitsyn AP (2008) Introduction to Palaeoentomology. KMK Scientific Press, Moscow, 371 pp. [러시아어].